# Thiensville
Thiensville est un village du comté d'Ozaukee, dans l'État du Wisconsin, aux États-Unis. En 2020, il comptait une population de 3 290 habitants.